# کاپرا
شهر کاپرا (به انگلیسی: Kapra) با جمعیت ۲۴۵٫۴۲۵ نفر در ایالت آندرا پرادش در کشور هند واقع شده‌است.